# Gammelgård, Esbo stad
Gammelgård (finska: Vanhakartano) är en stadsdel i Esbo stad och hör administrativt till Norra Esbo storområde. 
Namnet har anor från 1500-talet och har stavats bland annat: gambelby (1540), Gambelgordby, gambelgorden (1544) och Gammelgård (1559). Hemman som hörde till Gammelgård på 1600-talet var Ers, Jupper, Juun, Juus, Juva (eller Juver), Neppers (eller Napers), Niku, Röös, Skrobb och Sveins.